# Halber Mond (Heppenheim)
Le Halber Mond est un hôtel d'Heppenheim, dans le Land de Hesse. Il s'est notamment fait connaître comme le lieu de la réunion d'Heppenheim et est aujourd'hui classé monument historique.

## Histoire
En 1617, une ferme féodale avec le nom "Halber Mond" laissée à la famille von Helmstedt est mentionnée pour la première fois dans un document à son emplacement actuel. En 1668, Jakob Balthasar Dietz est nommé comme hôte ; elle doit donc avoir servi d'auberge à cette époque, ce qui en fait le plus ancien hôtel d'Heppenheim. Le caviste Johann Mackard, originaire de l'Électorat de Mayence, possède la propriété vers 1700. En 1827, l'aubergiste Louis Franck achète la propriété.
Dans la perspective de la révolution de Mars, l'Assemblée d'Heppenheim a lieu le 10 octobre 1847. David Hansemann choisit le Halber Mond, parce que Heppenheim est éloigné des centres de révolutionnaires potentiels tels que Mannheim. Dans le même temps, il est également facilement accessible depuis le nord par Francfort-sur-le-Main et depuis le sud par Mannheim par la Ligne Main-Neckar récemment ouverte, le Halben Mond est près de la gare.
Après Louis Franck, son fils Heinrich Franck devient le prochain propriétaire. Après 1868, il entreprend d'importants remaniements. En particulier, une nouvelle aile sud est construite en 1902 sur la base des plans de Heinrich Metzendorf. De grandes parties du bâtiment sont détruites par un incendie en 1911. Le propriétaire de l'époque, Karl Michael Seibert, gendre de Franck, charge de nouveau Metzendorf de planifier la reconstruction.
En 1940, l'hôtel est fermé et sert d'école régionale de la Croix-Rouge et école d'infirmières. En 1947, il accueille la chambre arbitrale de la dénazification. Il redevient ensuite un hôtel.
Il appartient à la ville d'Heppenheim depuis 1974. Après rénovation, il servira de centre communal, d'hôtel et de restaurant. Une distillerie de fermeture avec un alambic de 200 litres et une brasserie sont en activité depuis 2011.

## Architecture
L'ensemble immobilier se compose essentiellement de deux bâtiments principaux à pignon avec de hauts toits mansardés. Entre celles-ci, il y a une longue aile de liaison à deux étages avec un simple toit à pignon. Côté sud, une extension pour la grande salle avec scène est ajoutée en 1925. Les fenêtres de l'hôtel ont des murs en grès. L'avant-toit est à caissons et décoré d'ornements dentés. L'entrée à côté de l'aile nord se compose d'un portique dont le pignon triangulaire est soutenu par des paires de colonnes ioniques massives. À côté de cette porte se trouve un blason d'alliance, retrouvé dans les décombres après l'incendie de 1911 et qui fait référence au mariage de Maria Margarete Mackard avec le greffier Georg Friedrich Menshengen. C'est un blason familial orné d'un riche ornement de casque et porte l'inscription : « VOLENTE DEO fortis in adversis casusque (correct : casu quo) immotus ad omnes » (Selon la volonté de Dieu, brave dans le malheur et inébranlable contre tous les coups de sort). À l'intérieur du bâtiment, l'escalier d'origine de Metzendorf avec sa belle rampe en fer forgé est toujours là. Le reste du bâtiment est en grande partie rénové.